# Nemesszentandrás
Nemesszentandrás község Zala vármegyében, a Zalaegerszegi járásban, a Zalai-dombságban, az Egerszeg–Letenyei-dombság területén. A településen polgárőrség működik.

## Fekvése
Zsáktelepülés, közúton csak azon a 73 228-as számú mellékúton érhető el, amely Búcsúszentlászló déli szélén ágazik ki a 7363-as útból.

## Közélete

### Polgármesterei
- 1990–1994: Bódis József (független)[4]
- 1994–1998: Bódis József (független)[5]
- 1998–2002: Herczegh Beatrix (FKgP)[6]
- 2002–2006: Bódis József (független)[7]
- 2006–2010: Szatai Tibor (független)[8]
- 2010–2014: Szatai Tibor (független)[9]
- 2014–2018: Szatai Tibor (független)[10]
- 2018–2019: Herczeg László (független)[11][12]
- 2019–2024: Herczeg László (független)[13]
- 2024– : Herczeg László (független)[1]

A településen 2018. december 2-án időközi polgármester-választást tartottak, az előző polgármester halála miatt. A választáson egyedüli jelöltként a korábbi alpolgármester indult.

## Népesség
A település népességének változása:
| Lakosok száma | 270  | 265  | 263  | 251  | 247  | 252  | 242  |
|               | 2013 | 2014 | 2015 | 2021 | 2022 | 2023 | 2024 |

A 2011-es népszámlálás idején a nemzetiségi megoszlás a következő volt: magyar 97,3%, német 1,9%. A lakosok 81,5%-a római katolikusnak, 1,9% reformátusnak, 1,1% felekezeten kívülinek vallotta magát (14% nem nyilatkozott).
2022-ben a lakosság 81,8%-a vallotta magát magyarnak, 1,2% németnek, 0,4% románnak, 2,4% egyéb, nem hazai nemzetiségűnek (17,4% nem nyilatkozott; a kettős identitások miatt a végösszeg nagyobb lehet 100%-nál). Vallásuk szerint 52,6% volt római katolikus, 1,6% református, 0,4% izraelita, 1,2% egyéb keresztény, 0,4% egyéb katolikus, 5,7% felekezeten kívüli (37,7% nem válaszolt).

## Külső hivatkozások
Nemesszentandrás honlapja